# Hair of the Dog (Tankard)
Hair of the Dog è un album compilation di brani del gruppo musicale thrash metal tedesco Tankard, pubblicato nel 1989 per la Noise Records.

## Il disco
Hair of the Dog è il primo best of dei Tankard con i brani più conosciuti dei primi 3 album e dell'EP Alien pubblicato subito dopo l'uscita del batterista Oliver Werner (rimpiazzato dal batterista Arnulf Tunn).
Quasi tutti i 10 brani presenti sono immancabili nella sede live dei Tankard, come Maniac Forces, The Morning After, Alien e l'immancabile (Empty)Tankard.

## Tracce
1. The Morning After
2. Alien
3. Don't Panic
4. Zombie Attack
5. Chemical Invasion
6. Commandaments
7. Tantrum
8. Maniac Forces
9. Shit-Faced
10. (Empty)Tankard

## Formazione
- Andreas"Gerre"Geremia - voce
- Alex Katzmann - chitarra
- Andy Bulgaropulos - chitarra
- Frank Thowarth - basso
- Oliver Werner - batteria